# Barriera antirumore

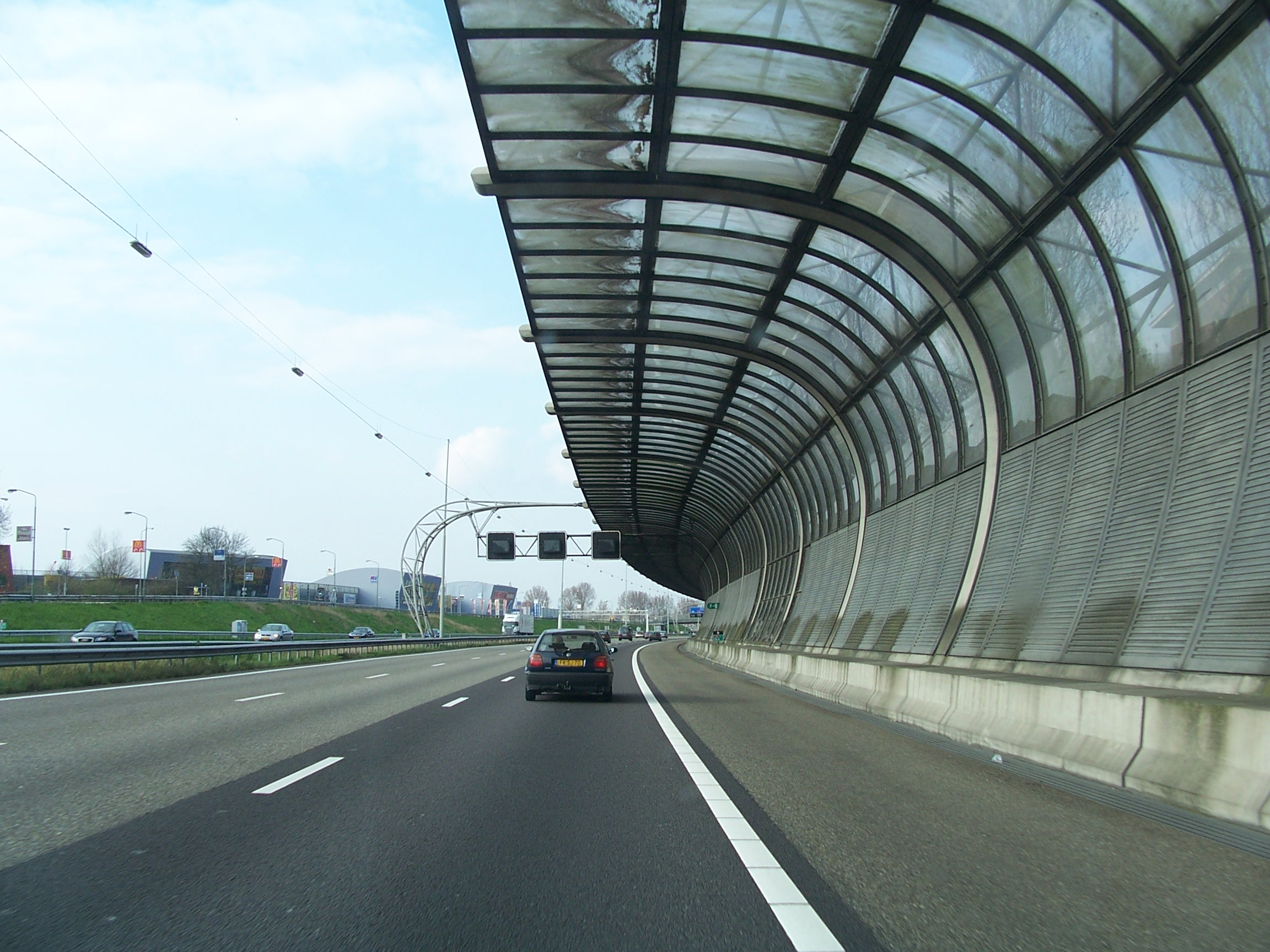
Una barriera antirumore installata lungo un'autostrada nei Paesi Bassi

La barriera antirumore o barriera acustica o barriera fonoassorbente è un'opera avente lo scopo di ridurre la propagazione dei rumori verso uno o più soggetti sensibili (ricevitori o ricettori). Il sistema è utilizzato principalmente per proteggere i luoghi abitati dall'inquinamento acustico prodotto da strade, autostrade, ferrovie o nuclei industriali.

## Storia
Barriere antirumore sono state costruite, intuitivamente e raramente, dalla metà del XX secolo, quando il traffico veicolare cominciò ad aumentare. Solo alla fine del 1960 la scienza acustica cominciò a valutare l'efficacia di una barriera acustica progettata nelle adiacenze di una specifica carreggiata.

## Teoria del rumore nella progettazione di una barriera
La progettazione scientifica di una barriera antirumore è basata sull'ipotesi di considerare la carreggiata, o una linea ferroviaria, come fonte sonora. La fonte sonora del modello deve contenere il rumore del motore, il rumore aerodinamico, il rumore di rotolamento delle gomme su asfalto, in varie situazioni che dipendono dal tipo di veicolo e della sua velocità. Si può cominciare a visualizzare la complessità del modello risultante con un computer, che si basa su decine di equazioni di fisica tradotte in migliaia di linee di codice.
La fonte immette rumore presso il ricettore. Per ridurre l'immissione, le barriere sfruttano tre fenomeni acustici:
- Diffrazione, solitamente il fenomeno più rilevante dal punto di vista progettuale: le onde sonore devono scavalcare la barriera, allungando il proprio percorso
- Assorbimento: la barriera assorbe l'energia sonora incidente, piuttosto che rifletterla
- Potere fonoisolante: la barriera attenua la propagazione diretta del suono attraverso di sé.

In primo luogo, la teoria si basa sul fatto che vi sia il blocco del suono diretto verso un particolare recettore. Vanno però studiati gli effetti sulla propagazione del suono dovuti alla diffrazione, secondo la quale le onde sonore curvano quando oltrepassano il bordo di un ostacolo, come il culmine di una barriera antirumore (in questo caso, la curvatura avviene verso il basso, cioè verso la zona da proteggere). 
L'effetto diffrattivo dipende notevolmente dalla lunghezza d'onda del suono; i suoni con lunghezze d'onda elevate la subiscono maggiormente e sono quindi in grado di curvare più strettamente attorno ai bordi della barriera, raggiungendo più facilmente la zona al di là della barriera, mentre le lunghezze d'onda più brevi (suoni più acuti) hanno maggiore zona d'ombra.
Il parametro fondamentale della diffrazione è il numero di Fresnel N, adimensionale, dato da:
N = 2 D/L
dove D è la differenza di lunghezza del percorso che il suono deve fare per raggiungere il ricettore scavalcando la barriera rispetto a quanto farebbe in linea d'aria, e L è la lunghezza d'onda del suono. All'aumentare di N cresce l'attenuazione diffrattiva prodotta dalla barriera.
L'assorbimento può essere espresso in vari modi, in primis con il coefficiente di assorbimento A, rapporto tra l'energia sonora riflessa e quella incidente, adimensionale e inferiore a 1.
Il potere fonoisolante viene solitamente descritto tramite l'indice TL (transmission loss, perdita per trasmissione), che rappresenta la quantità di energia sonora che viene persa attraversando la barriera. Molto approssimativamente, si può dire che qualunque barriera con una massa per unità di superficie di almeno 20 kg/m² ha un TL di almeno 20 dBA; nel caso delle moderne barriere stradali questo valore è facilmente raggiunto e ben superiore alla tipica attenuazione legata alla diffrazione (per la quale 10 dBA è già un buon valore), pertanto il contributo delle onde sonore che attraversano direttamente la barriera può essere di norma trascurato.
Complicando ulteriormente il modello, si va a studiare anche il fenomeno della rifrazione.

## Tipologia
Le barriere antirumore possono essere:

### Apannellooartificiali

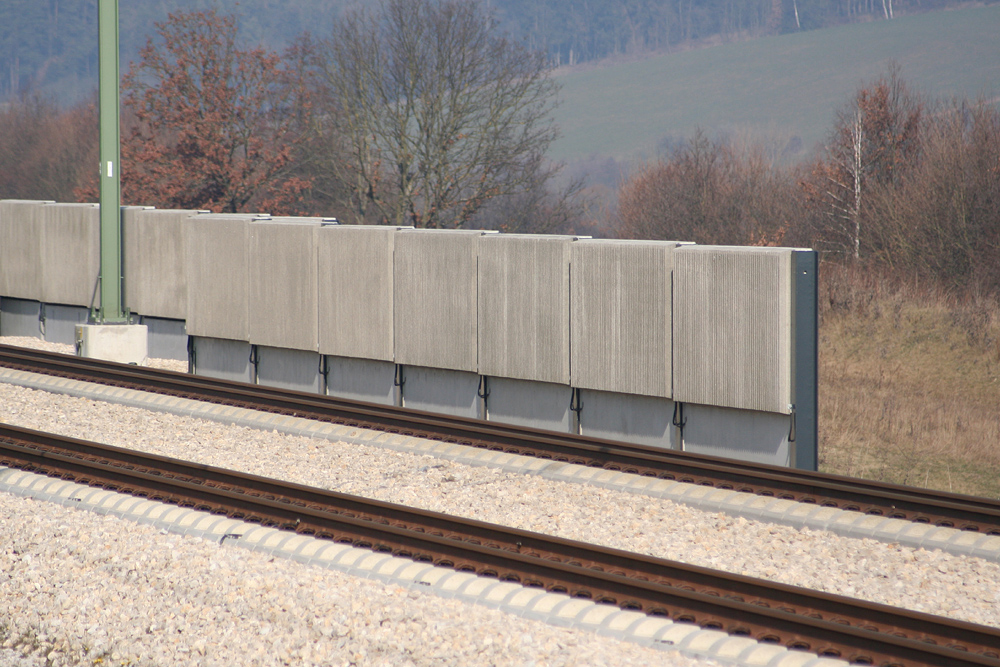
Una barriera antirumore installata ai bordi di una linea ferroviaria

Le barriere antirumore a pannello hanno la caratteristica di occupare poco spazio in larghezza e sono leggere. Sono costituite da:
- pannelli, che possono essere compositi o a lastra.
- una struttura portante per il sostegno dei pannelli.

### Aterrapienoonaturali
Le barriere antirumore a terrapieno o naturali possono essere realizzate con argini in terra o con filari di alberi. Nel primo caso la larghezza occupata è notevole anche se il vantaggio è quello di ottenere un inserimento a volte più gradevole nel paesaggio. Gli abbattimenti in questo caso possono essere confrontabili con quelli di barriere costruite con materiali artificiali.
Con il sistema delle alberature i risultati di abbattimento acustico sono estremamente scarsi, se considerati a parità di parametri, nello stesso scenario (altezza, lunghezza della barriera e livello acustico equivalente della sorgente sonora).
Occorrerebbe infatti inserire una fascia di vegetazione estremamente compatta (composta per almeno un 30% di piante aghiformi e quindi più fitte) e con una larghezza trasversale, rispetto alla fonte sonora, sull'ordine di decine e decine di metri, per ottenere infine un abbattimento (Insertion Loss) acustico di qualche decimo di decibel.
Il concetto di base è che per ottenere un minimo potere fonoisolante è necessario utilizzare materiali che abbiano una minima massa per metro cubo (sull'ordine di qualche decina di kg/m3), che non è certo garantita qualora si impieghi fogliame misto ad aria. Meglio allora optare per terrapieni opportunamente rinverditi, qualora lo spazio disponibile fosse sufficiente.
Ovviamente l'impatto visivo di una barriera a terrapieno (o comunque rinverdita), al posto di una barriera artificiale è inferiore da un punto di osservazione dinamico (ad esempio da colui che usufruisce dell'infrastruttura viaria)
A tal proposito è invece sempre necessario ricordarsi di valutare l'entità dell'occlusione che andrà a gravare sulla visuale statica, cioè di coloro che abitano/lavorano negli insediamenti/ricettori sensibili che si troveranno alle spalle della barriera (naturale o artificiale che sia).

## Criteri di progettazione
Nella progettazione delle barriere occorre tener conto dei seguenti punti:
- area da proteggere acusticamente, da valutare in funzione dello studio acustico della zona;
- la scelta dei materiali, sulla base delle prestazioni fonoisolanti che si vogliono ottenere e dell'estetica;
- il dimensionamento e il calcolo strutturale, che debbono tener conto delle normative internazionali. Le sollecitazioni sono di tipo statico (il peso proprio della struttura, il peso proprio degli elementi, la neve) e di tipo dinamico (il vento, la pressione d'aria generata dal passaggio dei veicoli, il carico della neve nel caso di passaggio degli sgombraneve, l'urto di veicoli);
- la durabilità, dei materiali strutturali ma anche dei rivestimenti protettivi, considerando che l'ambiente stradale è altamente aggressivo;
- la sicurezza, correlata alle qualità dei materiali utilizzati, tenendo conto sia alla fase di cantiere che di esercizio dell'opera;
- la manutenzione, dovendosi prendere in considerazione l'accessibilità della struttura, la modularità delle parti componenti, la programmazione dei processi di manutenzione;
- l'analisi dei costi.

Occorre inoltre tener conto dell'inserimento visivo di queste opere nel contesto paesaggistico per evitare l'impatto negativo sul decoro del paesaggio naturale o urbano. 
In certi casi, le barriere potrebbero indurre anche un disagio psicologico per chi vi abita nei pressi, per la sensazione di confinamento che possono suggerire. In alcuni casi, le barriere possono essere realizzate con alture o terrapieni artificiali, o con coperture arboree o arbustive, o con una combinazione di entrambe.

## Svantaggi
I potenziali svantaggi delle barriere antirumore sono:
- Visione bloccata per automobilisti e passeggeri ferroviari. Gli elementi in vetro negli schermi antirumore possono ridurre la barriera visiva, ma richiedono una pulizia regolare
- Impatto estetico su territorio e sul paesaggio urbano
- Tendenza a farsi spruzzare con graffiti
- Creazione di spazi nascosti alla vista ed al controllo sociale (es. stazioni ferroviarie)